# Instituto de Desenvolvimento Sustentável Mamirauá
O Instituto de Desenvolvimento Sustentável Mamirauá (IDSM) é uma entidade vinculada ao Ministério da Ciência, Tecnologia e Inovações (MCTI), com sede em Tefé (AM). O Instituto atua na interface entre pesquisa, conservação da biodiversidade, desenvolvimento social, fortalecimento de cadeias produtivas, manejo de recursos naturais e gestão de áreas protegidas na Amazônia.

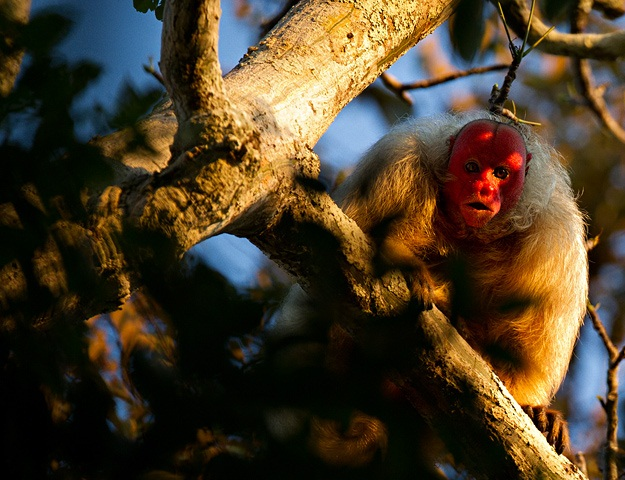
Uacari Branco na RDS Mamirauá

O Instituto foi fundado oficialmente em abril de 1999, após projetos anteriores de diversos pesquisadores que vinham desenvolvendo pesquisas na região do Médio Solimões. Dentre estes pesquisadores estava o primatólogo José Márcio Ayres, que pesquisava na época o macaco Uacari na região da atual Reserva de Desenvolvimento Sustentável Mamirauá - fundada na mesma época do instituto de mesmo nome.
O Instituto Mamirauá implementou sistemas pioneiros de manejo de recursos naturais, gerando conservação e renda para as comunidades ribeirinhas amazônica, como o manejo de pirarucu, manejo florestal e turismo de base comunitária. Nos últimos anos, o Instituto vem ampliando suas áreas de áreas de atuação, inicialmente concentradas nas Reservas de Desenvolvimento Sustentável Mamirauá e Amanã, no estado do Amazonas.

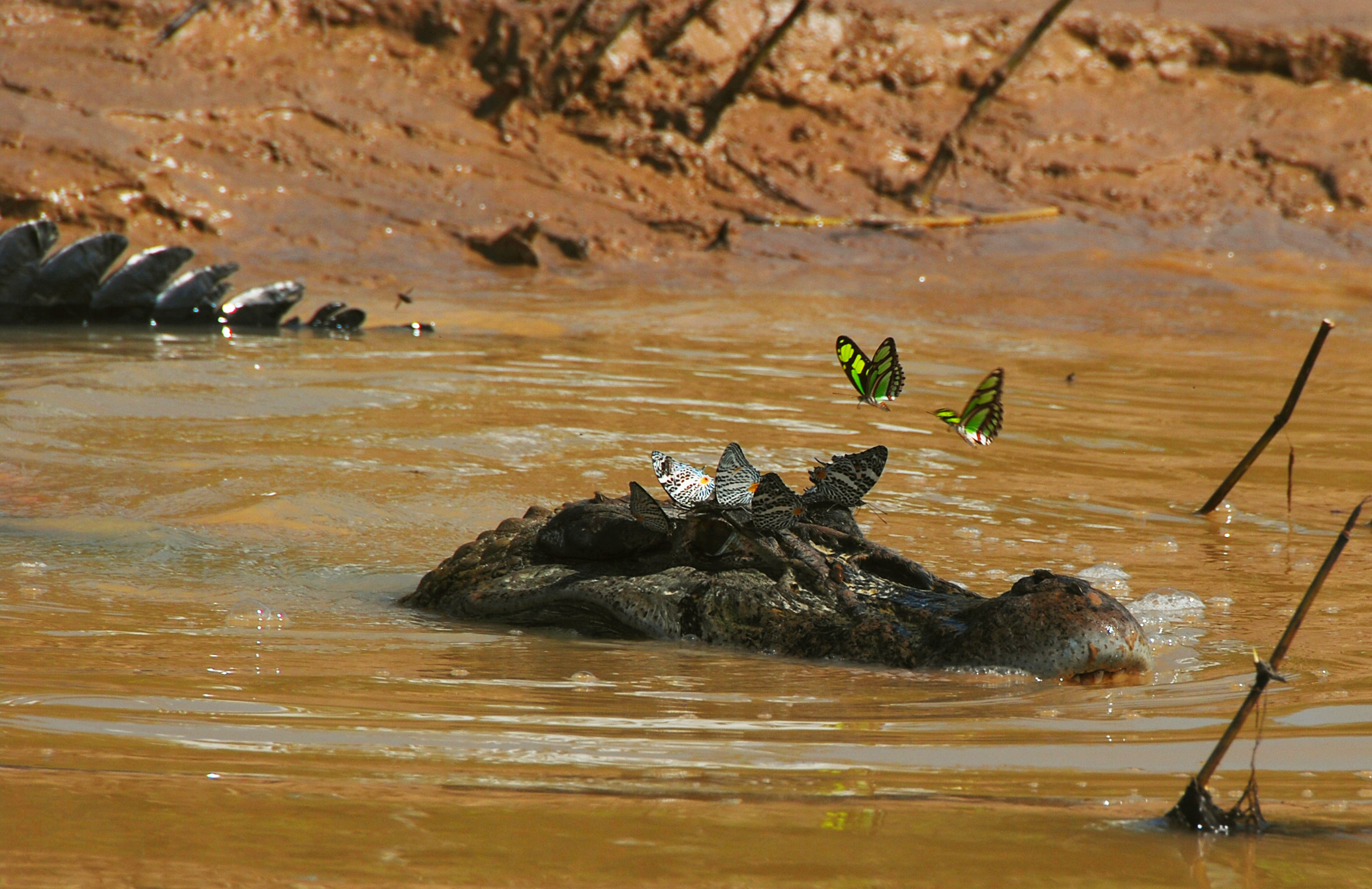
Melanosuchus niger (Jacaré-Açú) na RDS Mamirauá

## Grupos de Pesquisa
- Análise Geoespacial, Ambiente e Território Amazônico
- Arqueologia e gestão do Patrimônio Cultural da Amazônia
- Biologia e Conservação de Primatas
- Ecologia de Vertebrados Terrestres
- Ecologia e Biologia de Peixes
- Ecologia e Conservação de Felinos na Amazônia
- Mamíferos Aquáticos Amazônicos
- Ecologia Florestal
- Inovação, Desenvolvimento e Adaptação de Tecnologias Sustentáveis
- Territorialidades e Governança Socioambiental na Amazônia
- Conservação e Manejo de Quelônios
- Conservação e Manejo de Jacarés